# Rzeszowskie Stowarzyszenie Fotograficzne
Rzeszowskie Stowarzyszenie Fotograficzne – polskie stowarzyszenie fotograficzne utworzone w 2005 roku. Członek zbiorowy Fotoklubu Rzeczypospolitej Polskiej Stowarzyszenia Twórców.

## Historia
Rzeszowskie Stowarzyszenie Fotograficzne powstało w 2005 roku z inicjatywy członków założycieli – laureatów konkursu fotograficznego – Rzeszów ul. 3 Maja, zorganizowanego staraniem Galerii Fotografii Miasta Rzeszowa. W tym samym roku uchwalono statut stowarzyszenia oraz zorganizowano Walne Zebranie członków RSF. Począwszy od 2006 roku stowarzyszenie rozpoczęło aktywną działalność plenerową, warsztatową oraz wystawienniczą. Pierwsza wspólna wystawa fotografii członków RSF miała miejsce w Galerii Fotografii Miasta Rzeszowa Debiuty, w 2006 roku. Od 2010 roku RSF wydaje internetowy magazyn fotograficzny – Miesięczniki +. Od 2011 roku stowarzyszenie raz w miesiącu organizuje konfrontacje fotograficzne członków RSF – czego pokłosiem jest doroczna wystawa, prezentująca najlepsze prace członków stowarzyszenia. W 2011 roku Rzeszowskie Stowarzyszenie Fotograficzne zostało przyjęte w poczet członków zbiorowych Fotoklubu Rzeczypospolitej Polskiej Stowarzyszenia Twórców. W 2023 zostało odznaczone Medalem „Za Zasługi dla Rozwoju Twórczości Fotograficznej”, ustanowionym decyzją Zarządu Fotoklubu Rzeczypospolitej Polskiej Stowarzyszenia Twórców.

## Działalność
Rzeszowskie Stowarzyszenie Fotograficzne ma swoją siedzibę w Galerii Nierzeczywistej przy ul. Jana Matejki, gdzie dysponuje własną przestrzenią wystawienniczą. Celem działalności Rzeszowskiego Stowarzyszenia Fotograficznego jest propagowanie oraz popularyzacja fotografii, współpraca z innymi organizacjami, klubami, stowarzyszeniami fotograficznymi. Członkowie RSF rokrocznie uczestniczą w Podkarpackich Konfrontacjach Fotograficznych, objętych patronatem Fotoklubu Rzeczypospolitej Polskiej oraz Marszałka Województwa Podkarpackiego – wielokrotnie otrzymując nagrody, wyróżnienia. RSF jest organizatorem wystaw fotograficznych; dorocznych, indywidualnych, zbiorowych, poplenerowych (m.in. członków stowarzyszenia) oraz wystaw pokonkursowych. Jest organizatorem konkursów fotograficznych, prelekcji, spotkań, warsztatów fotograficznych. 
Członkowie RSF aktywnie uczestniczą w krajowych i międzynarodowych salonach fotograficznych, organizowanych m.in. pod patronatem – Fotoklubu Rzeczypospolitej Polskiej, Międzynarodowej Federacji Sztuki Fotograficznej (FIAP), Photographic Society of America (PSA) – zdobywając wiele akceptacji, medali, nagród, wyróżnień, dyplomów, listów gratulacyjnych. Kilku członków stowarzyszenia zostało przyjętych w poczet członków Fotoklubu Rzeczypospolitej Polskiej Stowarzyszenia Twórców, w poczet członków Związku Polskich Artystów Fotografików. Kilku członków otrzymało tytuły honorowe Międzynarodowej Federacji Sztuki Fotograficznej (FIAP).
Spotkania członków i sympatyków Rzeszowskiego Stowarzyszenia Fotograficznego odbywają się raz w tygodniu, w siedzibie stowarzyszenia – Galerii Nierzeczywistej.

## Pierwszy Zarząd RSF
- Jan Szczepański – prezes Zarządu
- Grzegorz Kobiernik – wiceprezes Zarządu
- Beata Ciosek – sekretarz
- Zofia Tabisz – skarbnik
- Marian Szczygieł – Członek zarządu

Źródło

## Obecny Zarząd RSF
- Jerzy Skiba – prezes Zarządu
- Katarzyna Warańska – wiceprezes Zarządu
- Paweł Jakubowski – sekretarz
- Artur Wysocki – skarbnik
- Elżbieta Rokosz – członek Zarządu

Źródło